# Annam-Langur
Der Annam-Langur (Trachypithecus margarita, Synonym: Presbytis margarita) ist eine Primatenart aus der Gruppe der Schlankaffen (Presbytini), die im südöstlichen Indochina vorkommt. Das Verbreitungsgebiet liegt im mittleren Bereich des südlichen Vietnam (nördlich bis 14° 30′ N), in den angrenzenden Regionen von Laos (nördlich bis 16° 23′ N) und den kambodschanischen Provinzen Mondulkiri und Ratanakiri.

## Merkmale
Der Annam-Langur ähnelt in Färbung und Größe dem Indochinesischen Langur (T. germaini) und ist damit hellgrau gefärbt mit einer deutlich helleren Bauchseite und Kehle. Gesicht, Unterarme, Hände und Füße sind schwärzlich. Viele Individuen besitzen weiße Augenringe. Neugeborene Annam-Languren haben ein orangefarbenes Fell und weißliche Gesichtshaut, Hände und Füße.

## Lebensweise
Der Annam-Langur bewohnt immergrüne Regenwälder, Galeriewälder und kommt dort sympatrisch mit Kleideraffen (Pygathrix) vor. Aus Bergregionen liegen nur wenige Beobachtungen vor. Wie andere Haubenlanguren aus der cristatus-Gruppe ernährt er sich wahrscheinlich vor allem von Blättern. Genaueres ist nicht bekannt.

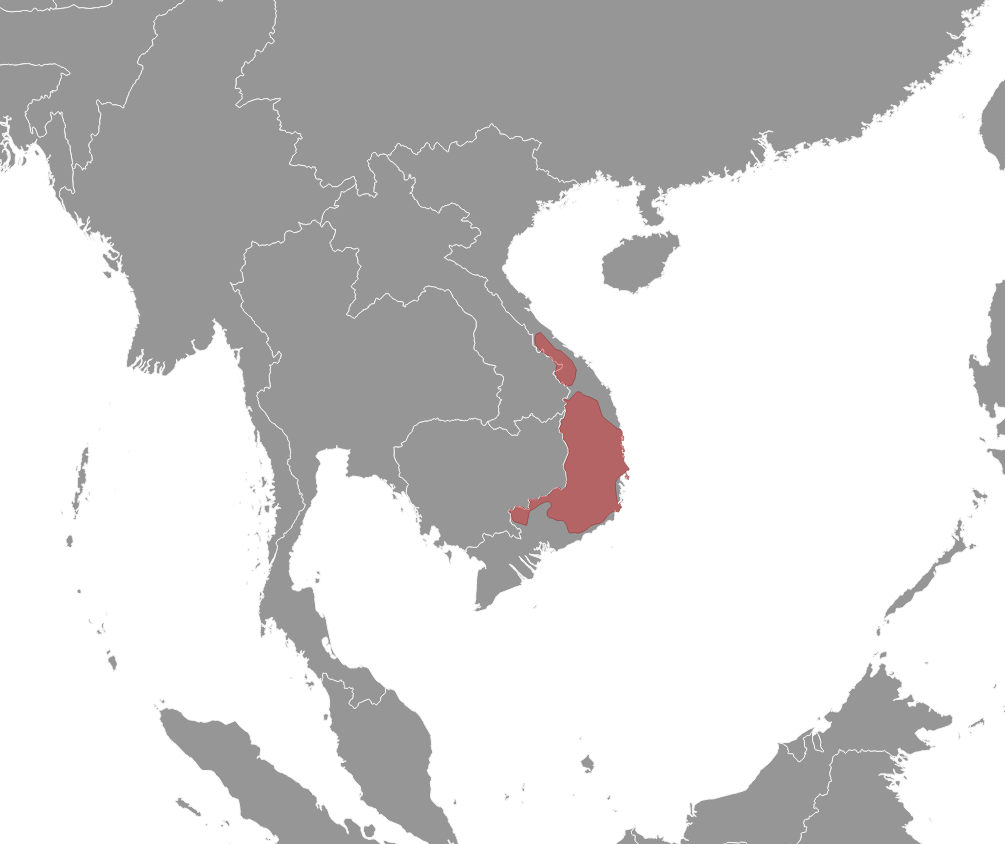
Das Verbreitungsgebiet des Annam-Languren in Vietnam

## Gefährdung
Der Bestand des Annam-Languren ist gefährdet. Es gibt nur wenige Sichtungen aus den letzten Jahrzehnten in Vietnam und in Laos ist die Art wahrscheinlich die seltenste Affenart. Im kambodschanischen Verbreitungsgebiet ist die Art in einigen Regionen selten in anderen (Provinz Mondulkiri) weit verbreitet. Hauptgrund für die Gefährdung sind die Umwandlung von Wäldern in agrarisch genutzte Gebiete, die Jagd und der Fang zum Zweck der Heimtierhaltung. Der Annam-Langur kommt unter anderem in den vietnamesischen Nationalparks Cát Tiên und Yok Đôn sowie im kambodschanischen Phnom-Prich-Wildschutzgebiet vor.